# Akio Sohda
Akio Sohda (Dalian, Kina, 10. travnja 1909.) je bivši japanski hokejaš na travi.  
Osvojio je srebrno odličje na hokejaškom turniru na Olimpijskim igrama 1932. u Los Angelesu. Odigrao je dva susreta na mjestu braniča.

## Vanjske poveznice
- Profil na Database Olympics
- Profil na Sport-Reference.com  Arhivirana inačica izvorne stranice od 11. listopada 2012. (Wayback Machine)